# Sphaerionillum
Sphaerionillum is een kevergeslacht uit de familie van de boktorren (Cerambycidae). De wetenschappelijke naam van het geslacht werd voor het eerst geldig gepubliceerd in 1885 door Bates.

## Soorten
Sphaerionillum omvat de volgende soorten:
- Sphaerionillum castaneum Chemsak & Linsley, 1967
- Sphaerionillum pictum Bates, 1885
- Sphaerionillum quadrisignatum Bates, 1885